# فهد جنوب شرق إفريقيا
فهد جنوب شرق إفريقيا (الاسم العلمي: Acinonyx jubatus jubatus) هو نويع من الفهود موئله الأصلي شرق إفريقيا وجنوبها. يعيش فهد جنوب شرق إفريقيا غالباً في المناطق المنخفضة والصحاري في كالاهاري والسافانا في دلتا أوكافانغو والمراعي في منطقة الترانسفال في جنوب إفريقيا. في ناميبيا، توجد الفهود في الغالب في الأراضي الزراعية. تعيش أربعة فهود من هذه النويعة بالهند في متنزه كونو الوطني في ولاية مدهيا برديش بعد أن أُدْخِلَتْ هناك.